# 1173. grenadirski polk (Wehrmacht)
1173. grenadirski polk (izvirno nemško 1173. Grenadier-Regiment; kratica 1173. GR) je bil pehotni polk Heera v času druge svetovne vojne.

## Zgodovina
Polk je bil ustanovljen 26. avgusta 1944 kot sestavni del 571. ljudskogrenadirske divizije; še v času oblikovanja so polk preimenovali v 294. grenadirski polk.